# Медвянчик фойський
Медвя́нчик фойський (Melipotes carolae) — вид горобцеподібних птахів родини медолюбових (Meliphagidae). Ендемік Індонезії.

## Опис
Довжина птаха становить 22 см, вага 57,5 г. Забарвлення переважно чорне, навколо очей великі плями голої оранжевої шкіри. Частина цієї шкіри звисає у вигляді невеликого м'ясистого виступу. Підборіддя і верхня частина горла темно-сірі, нижня частина тіла темно-сіра. Махові пера темно-коричнево-сірі. Очі темно-карі, дзьоб і лапи чорні.

## Поширення і екологія
Фойські медвянчики є ендеміками гір Фоя в провінції Папуа на заході Нової Гвінеї. Вони живуть у вологих гірських тропічних лісах та в садах. В цих лісах переважають дерева родів Dacrydium, Dacrycarpus, Nothofagus і Lithocarpus Фойські медвянчики зустрічаються на висоті понад 1150 м над рівнем моря.

## Відкриття
Фойські медвянчики були відкриті 21 листопада 2005 року під час експедиції. Голотип був знайдений у болоті на висоті 1650 м над рівнем моря. Крім голотипу, було зібрано ще 4 зразки. Вид був описаний в 2007 році. Над описом виду працювала міжнародна команда з 11 науковців під керівництвом американського орнітолога Брюса Білера, віце-предидента Melanesia Conservation International. Видову назву carolae фойський медвянчик отримав на честь дружини Брюса Білера Керол. Фойський медвянчик став першим новим видом птахів, знайденим на Новій Гвінеї з 1939 року.